# Нафта і газ Іраку
Нафта і газ Іраку

## Ресурси і запаси. Основні родовища
Ірак майже цілком розташований на території Нафтогазоносного басейну Перської затоки. Підтверджені запаси нафти на 1998 р. бл. 13,6 млрд т, природного газу бл. 3107 млрд м3. Станом на 2003 р. сумарні залишкові запаси видобувної нафти в Іраку за даними [Oil & Gas Journal, 2003. V.101] становлять 331.2 млрд бар. (45.37 млрд т), природного газу — 322.5 323.9 трлн куб. футів (9.05 трлн куб. м). При цьому північний добувний район (9 діючих родовищ) має в своєму розпорядженні залишкові запаси видобувної нафти 17.8 млрд бар. (2.44 млрд т), природного газу — 12.4 13.0 трлн куб. футів (347 364 млрд куб. м). Крім того, в цьому районі розташовано 17 родовищ, що не розробляються з сумарними підтвердженими запасами 5.0 млрд бар. нафти (685 млн т) і 32.4 33.3 трлн куб. футів газу (907 932 млрд куб. м). Південний і Центральний добувні райони (8 діючих родовищ) мають в своєму розпорядженні залишкові видобувні запаси нафти в 57.5 млрд бар. (7.88 млрд т), природного газу — 24.9 трлн куб. футів (697 млрд куб. м). Крім того, в цих районах розташовані ще 17 родовищ, що не розробляються з сумарними підтвердженими запасами 28.9 млрд бар. нафти (3.96 млн т) і 41.7 трлн куб. футів газу (1168 млрд куб. м). Потенційні і перспективні ресурси по 350 перспективних об'єктах оцінені в 222 млрд бар. нафти (30.41 млрд т) і 211 трлн куб. футів газу (5.9 трлн куб. м). Майже 88% запасів нафти зосереджено в родовищах Кіркук, Ер-Румайла, Зубайр, Ратаві, Манджун. Сливе 60% запасів нафти сконцентровано у відкладах мезозойської доби, інші — в кайнозойських породах. Осн. продуктивний горизонт залягає на глиб. 300–1200 м, деякі — на глиб. 3000-3900 м. Нафти середні і важкі, сірчисті і високосірчисті.
За оцінками компанії British Petroleum на 2003 р в Іраку запаси нафти становлять 112 млрд бар., частка у світі −11%, за рівнем споживання майбутній продуктивний період — понад 100 років.
Запаси газу (трлн. куб. м), частка у світі і роки видобутку, що залишилися у Іраку 3 (2%), понад 100 років. Близько 70% доведених запасів припадає на попутний газ, 20% — на вільний, 10% — на газ газових шапок. Основна частина запасів попутного газу містяться в нафтових родовищах Киркук, «Айн-Залу», Бутма, Бай-Хассан (на півночі країни), а також в родовищах Румейла-Норт, Румейла-Саут і Зубейр (на півдні).

## Нафто- і газовидобування
Провідна галузь гірн. промисловості і взагалі економіки країни — нафтодобувна. На початку XXI ст. вона забезпечувала бл. 3% світового видобутку нафти. У вартісному вираженні це становить понад 90% промислового виробництва країни.
Видобуток нафти зосереджений головним чином на родовищах в районі Кіркука і Мосула на півночі і біля Басри і Румайли на південному сході. Розробляються також дрібніші родовища в інших частинах країни. Сира нафта поступає на переробні (Басра, Ед-Даура, Байджі, Салах-ед-Дін і інш.) і хімічні заводи (Ез-Зубайр і Багдад та його околиці).
Наприкінці 1970-х років Ірак добував 3,5 млн барелів нафти на добу.
Видобуток нафти у 2000 р становив 2.52, а у 2001 — 2.31 млн бар./добу, що дозволяло займати 3-ю позицію серед близькосхідних виробників нафти. У 2003 р. видобуток нафти в Іраку очікувався (до збройного конфлікту) на рівні 2.6-2.8 млн бар./добу, що на 35% більше за рівень видобутку в 2002 р (2 млн бар.). Внутрішнє споживання нафти в Іраку становить 500–600 тис. бар./добу. Нафтопереробні підприємства країни мають потужність 625 тис.бар./добу. Експорт планувався на рівні бл. 2 млн бар./добу. Велика частина експорту прямує в Європу, США і на Далекий Схід. Цілком досяжний і рівень 3 млн бар./добу, який Ірак неодноразово досягав після 1999 р [Gulf News Online].
У межах Іраку нафтові промисли Кіркуку (на півночі) і Румайли (на південному сході) пов'язані мережею реверсивних трубопроводів з районами споживання і переробки нафти, а також з портами на узбережжі Перської затоки. Загальна протяжність нафтопроводів 4350 км, нафтопродуктопроводів 725 км, газопроводів 1360 км. Трубопроводами, прокладеними через території Саудівської Аравії, Туреччину, Сирію і Ліван, іракська нафта може поступати в порти Червоного і Середземного морів, а звідти на зовнішні ринки.
Втрати Іраку в нафтовій галузі за 12 років блокади становлять 222 млрд дол., не враховуючи збитку, нанесеного в ході військових операцій нафтогазовому комплексу країни.
Перспективи нафтогазової галузі. За іракськими джерелами необхідно вкласти 5 млрд доларів в нафтову промисловість для відновлення рівня видобутку, що існував до 2 серпня 1990 року. Планувалося, що з червня 2003 р Ірак добуватиме 1,5 млн бар. нафти на добу, з яких половина піде на експорт. В липні 2003 видобуток перевищив 1 млн бар./добу, тоді як до цього досить довго тримався на рівні 800 тис. бар./добу. На південних родовищах Іраку добувається 600–700 тис. бар./добу, на північних — 500 тис. бар./добу. Динаміка нафтовидобутку позитивна. До відновлення Іраку за інформ. джерелами США буде залучено 58-65 держав світу. Процесу відновлення нафтовидобутку перешкоджає нестабільність в країні після війни 2003 р. 22 червня 2003 р у турецькому порту Джейхан завантажено перший танкер з іракською нафтою післявоєнного видобутку, але довоєнний експортний потенціал країни на рівні 2-2,5 млн бар/добу буде досягнуто за новими прогнозами тільки наприкінці 2003 р. За умови політичної стабілізації Ірак до 2008 р зможе збільшити свої експертні потужності до 6-8,5 млн бар/добу.
Аналітики затверджують, що бурхливий потік інвестицій в зношену іракську нафтову індустрію може дозволити добувати до 6 млн барелів на добу. Якщо це станеться, то Ірак займе 4-е місце у світі за обсягами видобутку нафти після Саудівської Аравії (8,8 млн барелів), США (7,2 млн) і Росії (7.1 млн).
Рівень видобутку нафти досяг 3,4 мільйона барелів на день до грудня 2012 року. В Іраку було пробурено лише близько 2000 нафтових свердловин, у порівнянні з приблизно 1 мільйоном свердловин лише в Техасі.
2014 року Міжнародне енергетичне агентство повідомило, що видобуток нафти в Іраку склав у середньому 3,6 мільйона барелів на день. Країна не викачувала стільки нафти з 1979 року, коли Саддам Хусейн прийшов до влади.
У 2018 році ООН підрахувала, що на нафту припадає 99% доходів Іраку. Станом на 2021 рік нафтовий сектор забезпечив близько 92% валютних надходжень.